# Бихово
Бихово је насељено мјесто у граду Требиње, Република Српска, БиХ. Према прелиминарним подацима пописа становништва 2013. године, у насељу је живјело 324 становника.

## Становништво
| Демографија | Демографија | Демографија |
| Година      | Становника  | Становника  |
| ----------- | ----------- | ----------- |
| 1971.       | 445         |             |
| 1981.       | 562         |             |
| 1991.       | 651         |             |
| 2013.       | 324         |             |